# 北京理工大学体育馆
39°57′33″N 116°18′52″E / 39.9591399°N 116.3144976°E

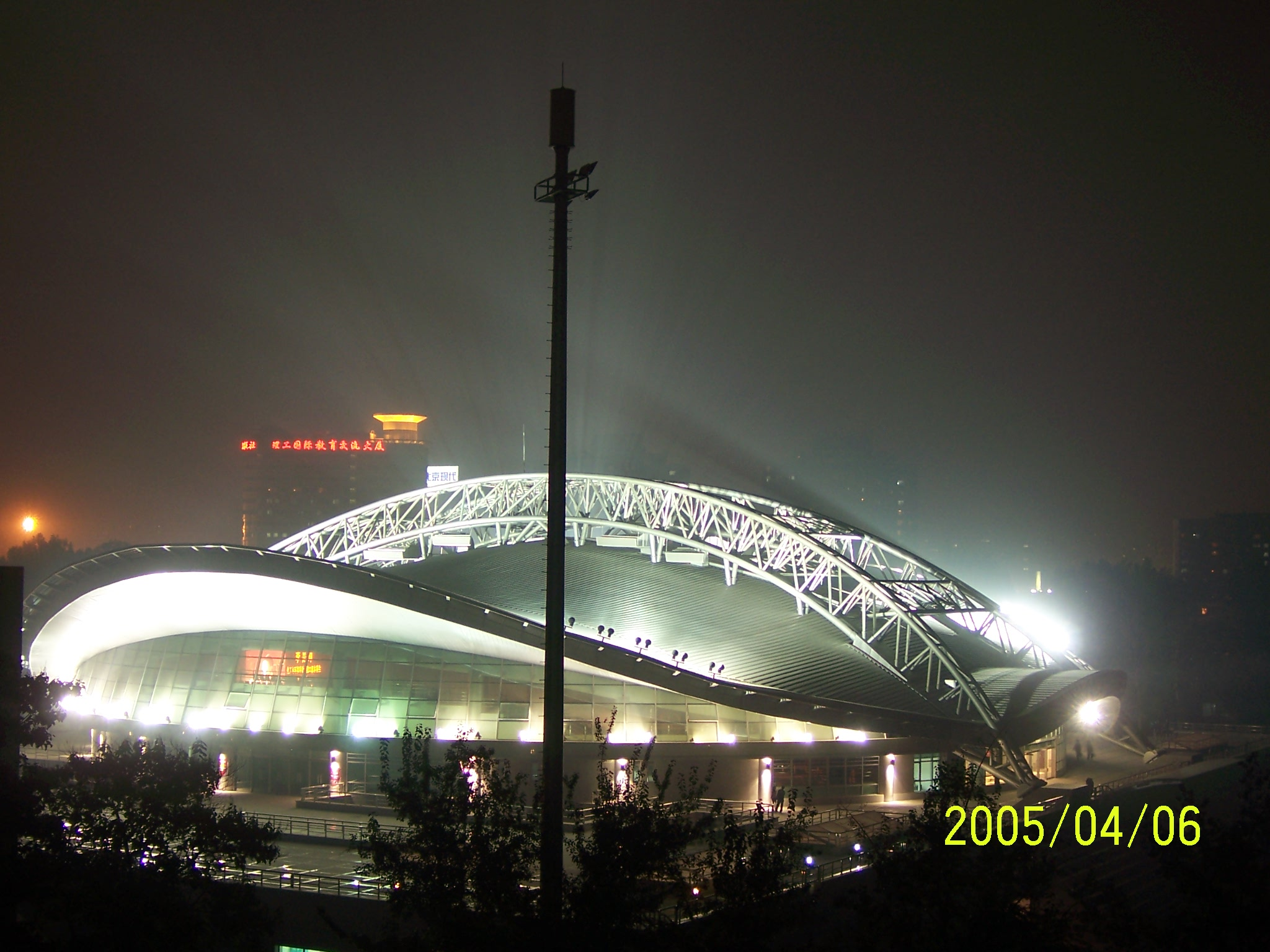
北京理工大学体育馆景观

北京理工大學體育館位於北京理工大學校舍內，是2008年北京奧運的排球賽事的比賽場館。在其後的殘疾人奧運會，此大學體育場承办了盲人門球比赛项目。
此體育館總建築2.19萬平方米，並包括5000個觀眾座席和一座臨時的熱身館，於2007年2月12日開始实施擴建工程。